# Isotta Fraschini Asso XI
L'Isotta Fraschini Asso XI era un motore aeronautico 12 cilindri a V di 60° raffreddato a liquido prodotto dall'azienda italiana Isotta Fraschini negli anni trenta.

## Versioni
- Asso XI R -  dotato di riduttore di velocità interposto all'elica e potenza erogata  900 CV (662 kW).
- Asso XI RC.15 -  dotato di riduttore e compressore a singola velocità ottimizzato per la quota di ristabilimento di 1500 m.
- Asso XI RC.40 -  dotato di riduttore e compressore a singola velocità ottimizzato per la quota di ristabilimento di 4000 m.

## Velivoli utilizzatori
Italia
- CANT Z.501
- CANT Z.505
- CANT Z.508
- CANT Z.1007
- CANT Z.1011
- Caproni Ca.124 idro (Asso XI RC.15)
- Caproni Ca.132
- Caproni Ca.405
- IMAM Ro.45
- IMAM Ro.53
- Piaggio P.32
- Piaggio P.50
- SAI Ambrosini S.S.4